# Blijven
Blijven is een lied van de Nederlandse rapper Lil' Kleine. Het werd in 2019 als single uitgebracht en stond in 2020 als twintigste track op het album Jongen van de straat.

## Achtergrond
Blijven is geschreven door Sergio van Gonter, Jorik Scholten, Idaly Faal en Andy Ricardo de Rooy en geproduceerd door Reverse en Andy Ricardo. Het is een lied uit het genre nederhop. In het lied rapt de artiest over dat hij bij een vrouw wil zijn en dat zij haar vriend voor hem in de steek moet laten. Er werd ook een instrumentale versie van het lied gemaakt, welke op de B-kant van de single te vinden is.
Bij het lied werd in samenwerking met eletronicabedrijf Samsung een videoclip gemaakt, die door fans gepersonaliseerd konden worden door een naam en een foto van zichzelf in te sturen bij een speciaal voor de clip gemaakte website. Via deze site konden fans vervolgens hun gepersonaliseerde muziekvideo delen op sociale media. De muziekvideo was de eerste in Nederland die gepersonaliseerd kon worden.

## Hitnoteringen
De artiest had succes met het lied in de Nederlandse hitlijsten. Het piekte op de 22e plaats van de Nederlandse Single Top 100 en stond drie weken in deze hitlijst. De Top 40 werd niet bereikt; het lied bleef steken op de veertiende plaats van de Tipparade.